# Pierre Dhombres (resistant)
Pour les articles homonymes, voir Dhombres.
Ne pas confondre avec Pierre Dhombres (1906-1995).
Pierre Dhombres est né le 22 juin 1922 à Saint-Jean-du-Gard (Gard). Il est mort le 28 mai 1944, en action de combat à La Parade (Lozère).

## Biographie
Pierre Dhombres était le fils d’Albin et d’Eugénie Valentine.
Il était réfractaire au STO et résistant du Maquis Bir Hakeim en Languedoc,.
Il appartenait aux Forces françaises de l'intérieur.